# Georges Ginoux
Pour les articles homonymes, voir Ginoux.
Georges Ginoux, né le 8 novembre 1933 à Anvers et mort le 10 mars 2022 à Presly (Cher), est un homme politique français.

## Détail des fonctions et des mandats

### Mandats locaux
- 1995 - 2014 : maire de Presly

### Mandats parlementaire
- 1er mai 2004 - 30 juin 2005 : sénateur remplaçant du Cher

En remplacement de Serge Lepeltier à  la suite de ses fonctions de ministre.